# MRT Night Train
MRT Night Train（エムアールティー ナイト トレイン）は、宮崎放送ラジオで放送されている、ナイターオフシーズン限定のラジオ番組。放送開始は、2002年のナイターオフシーズン。

## 放送内容（2004年11月現在）
- 月曜日・火曜日・水曜日：児玉美代のパジャマでおだま
- 木曜日：高森てつのSOUND GROOVE
- 金曜日：高木鉄也の今夜は思いっきり
- 土曜日：信子の部屋にようこそ
- 日曜日：Peace of Mind

## 主な放送時間
- 月曜日～金曜日：21:30～21:50
- 土曜日：18:00～18:30
- 日曜日：19:00～20:00

| スタブアイコン | サブスタブ | この項目は、まだ閲覧者の調べものの参照としては役立たない、ラジオ番組に関連した書きかけの項目です。この項目を加筆・訂正などしてくださる協力者を求めています（P:ラジオ/PJ:放送番組）。 |